# (21717) Pang
(21717) Pang (1999 RO114) – planetoida z pasa głównego asteroid okrążająca Słońce w ciągu 4,97 lat w średniej odległości 2,91 j.a. Odkryta 9 września 1999 roku.